# Řecko-baktrijské království
Řecko-baktrijské království existovalo zhruba mezi léty 250 až 125 př. n. l. Toto helénistické království se nacházelo ve střední Asii a zahrnovalo území Baktrie, Sogdiany a dalších územních celků.
Království bylo založeno okolo roku 250 př. n. l., kdy příznivou situaci pro cestu k moci využil místní satrapa Diodotos k odtržení rozsáhlého území od tehdejší seleukovské říše. Hlavním městem nového království se stala Baktra (dnešní Balch). Společně s nově vzniklým řecko-baktrijským královstvím se odtrhla i Parthie. Když se Diodotovi nepodařilo Parthii dobýt, uzavřel s ní jeho syn Diodotos II. oboustranně výhodné příměří. Kolem roku 180 př. n. l. pronikli baktrijští Řekové do severní Indie, což vedlo ke vzniku řecko-indického království, jež přetrvalo až do konce 1. století př. n. l.

## Historie

### Seleukovská satrapie Baktrie
Území Baktrie, Sogdiany, Margiany a Árie bylo v letech 329–323 př. n. l. součástí říše Alexandra Velikého. Po jeho smrti indický panovník Čandragupta Maurja (řecky Sandokottis) porazil makedonského vazala v severozápadní Indii a začlenil oblasti Paňdžábu (Pentapotamie, Pětiříčí) a Gandháry (gandhárská pole) do sjednoceného indického státu. Za vlády Alexandrových nástupců Baktrie připadla seleukovcům. Král Seleukos I. Níkátór se v roce 305 př. n. l. utkal v boji s Čandraguptou, byl poražen a musel postoupit indickému státu provincii Árii, část Gedrósie (dnes Balúčistán), Arachósii (oblast v jihozápadním Afghánistánu) a Paropamisdai. Seleukos I. udržoval diplomatické vztahy s Indií. Vyslal na dvůr krále Čandragupty historika Megasthena, do hlavního města Pátaliputry na řece Ganze (dnešní Patna ve státu Bíhar). Megasthenés sepsal dílo Indica o historii a o soudobých poměrech v Indii. Seleukos I. vyslal také rukojmí a posly (podle podepsané mírové smlouvy) a tak se na Magadhský dvůr usadili Řekové a Makedonci – umělci, řemeslníci, hudebníci a vojáci. Seleukos I. okolo roku 295 př. n. l. jmenoval svého syna Antiocha I. spoluvládcem a místodržitelem pro východní oblasti říše, jako král Antiochos I. Sótér vládl v letech 281–261 př. n. l. Za vlády seleukovců byla znovu zakládána města založená Alexandrem Velikým, která zanikla.

### Nezávislé řecko-baktrijské království
Za panování dalšího seleukovského krále Antiocha II. Thea vyhlásil seleukovský satrapa Diodotos nezávislost Baktrie a Sogdiany. Války, které mezi sebou vedli další dva příbuzní ze seleukovské dynastie, bratři Seleukos II. Kallinikos a Antiochos Hiérakos, přispěly k tomu, že v Baktrii se mohlo osamostatnit řecko-baktrijské království s vlastním vojenským králem. Osamostatnění Baktrie bylo také usnadněno vývojem v seleukovských provinciích Parthii a Hyrkánii, které ležely v dnešním Turkmenistánu. Arsakovci vytvořili Parthskou říši a král Seleukos II. Kallinikos je nedokázal porazit. Antiochos III. Veliký podnikl vojenské tažení v letech 212–205/204 př. n. l. a svedl úspěšné boje v Hyrkánii a Parthii. Hlavní město Baktru (poblíž dnešního města Balch) však nedobyl ani po dvou letech obléhání (208–206 př. n. l.) a tak podepsal příměří s baktrijským králem Euthydémem I. a uznal nezávislost řecko-baktrijského království. Okolo roku 205 př. n. l. Antiochos III. pokořil indického vládce Subhágasénu (řecky Sophagasenas) a vrátil se do Sýrie, aby čelil vpádu Římanů.

## Králové řecko-baktrijského království (asi 255/250–130 př. n. l.)

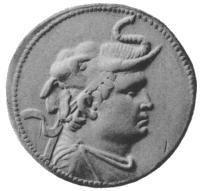
Demétrios I. na minci

Apollodor Artemitský napsal, že ekonomická prosperita řecko-baktrijského království na počátku 2. st. př. n. l. vytvořila předpoklady pro expanzivní politiku králů (v Baktrii a Sogdianě byla velmi úrodná půda). Král Diodotos I. (255/250–235 př. n. l.) podnikal neúspěšné pokusy o podmanění území sousední Parthie. Jeho syn, Diodotos II. (235–225 př. n. l.) uzavřel spojeneckou dohodu s panovníkem Arsakem (Parthie se jevila jako vhodný nárazníkový stát).
Euthydémos I. (225–190 př. n. l.) byl uzurpátorem trůnu, přerušil dynastickou návaznost. V letech 208–206 př. n. l. uplatnil své vojenské umění v bitvě s Antiochem III. Velikým a uhájil nezávislost království. Poté rozšířil baktrijské panství o Ašókovy provincie Árii, Paropamisos, Arachósii a Drangianu (údolí řeky Hílmandu v Afghánistánu, moderní Seistán). Rozšiřování území řecko-baktrijského království probíhalo v období úpadku indického státu. Indická říše, sjednocena Čandraguptou I. z dynastie Maurjů a rozšířena jeho synem Bindusarou a jeho vnukem Ašókou (272–232 př. n. l.) na celý indický subkontinent, se v průběhu dalších staletí rozpadla na jednotlivá malá království nebo knížectví (nejdéle se udržela v povodí Gangy do roku 185 př. n. l.).
Král Démétrios I. Baktrijský, syn Euthydéma I., v osmdesátých letech 2. st. př. n. l. posunul hranice řecko-baktrijského království daleko na jih a na východ. Dobyl oblast dolního toku Indu (Sindh), Gandháru a Paňdžáb. Do severní Indie (Madjadéši) vedl vojenské tažení okolo roku 183/181 př. n. l. směrem na sídelní město dynastie Šungů, Pátaliputru v regionu Magadha. Pataňdžali (současník indického krále Pušjamitry I.) napsal ve svém komentáři k Pániniho gramatice Mahábhášja, že Javanové obléhali Sakétu (v Avadhu) a Mádhjamiku. Mladší purana Gárgísanhita (součást Jugapurány) sdělovala, že Řekové obsadili zemi Paňčalů, Mathuru a postoupili k Pátaliputře. Dodává, že javanovská vojska se musela stáhnou kvůli vnitřním rozbrojům a vrátit se do Baktrie.  Démétrios I. musel tažení přerušit – v Baktrii vypukla občanská válka. Řekové ztratili ve prospěch indického krále Madhjadéšu a dočasně i části Paňdžábu a dolního Sindhu. Král Démétrios I. v bitvě v Baktrii padl. Velitel vojska Eukratidés se zmocnil vlády převratem.

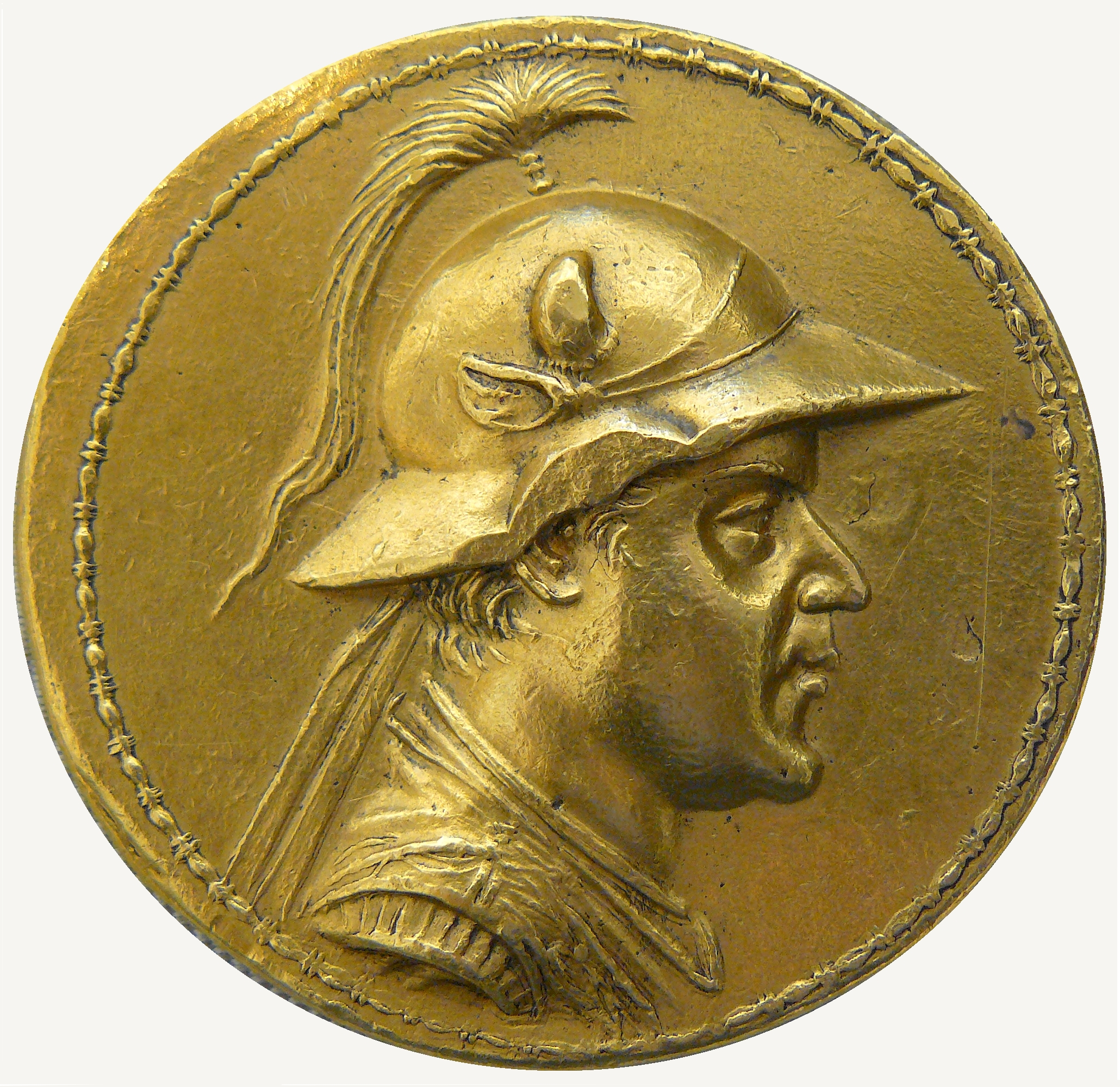
Eukratidés I. na minci

Král Eukratidés I. (asi 175/170–145 př. n. l.) byl pro své vojenské schopnosti srovnáván se svým současníkem a západním sousedem, parthským králem Mithridatem I. Parthský král využil zaneprázdnění Eukratida I. ve válkách a připojil provincii Margianu ke svým državám. Eukratidés I. rozšířil své království až k městům Takšašila a Puškalávatí v severozápadní Indii. Musel však do konce svého panování válčit proti nově vzniklým nezávislým panstvím příslušníků Euthydémova rodu v severozápadní Indii a v Afghánistánu (svědectvím jsou nalezené mince s jmény vládců). 

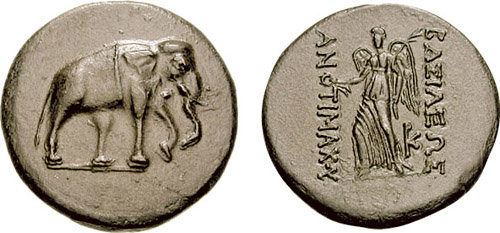
Mince se slonem a bohyní Níké (174–165 př. n. l.)

Je známo přes 30 jmen řeckých vládců z dynastií euthydémovské a eukratidovské. V lokalitě Ai-Chanúm bylo odkryto Eukratidovo královské město s pevností, palácem, svatyněmi, divadlem a gymnasiem. Stříbrné a bronzové mince ražené s portréty králů mají vysokou uměleckou hodnotu. Posledním řeckým králem na baktrijském území byl Héliokles I. (145–130 př. n. l.).
Okolo poloviny 2. století př. n. l. se přehnala Střední Asií vlna nomádských Šaků, následována ještě ničivějšími kmeny Jue-č´(které byly nuceny ustoupit ze stepí na západních hranicích Číny před svazem bojovných Siungnů, snad Hunů). Právě jue-č´ské kmeny ukončily vládu Řeků. Po roce 130 př. n. l. Řekové museli nedobrovolně opustit své baktrijské království a ustoupit na jih od Hindukúše a na severozápad až ke Gandháře.

## Provincie řecko-baktrijského království
Pro vystižení polohy řecko-baktrijského království je potřeba se ujednotit v názvu území, které je popisováno v cizojazyčné literatuře jako Střední, Centrální nebo Vnitřní Asie. Archeologové používají pojem Střední Asie pro označení souhrnného území států Uzbekistánu, Kazachstánu, Tádžikistánu, Kyrgyzstánu a Turkmenistánu a většin území jejich jižního souseda, Afghánistánu.

### Baktrie
Centrální provincie řecko-baktrijského království, Baktrie, se nacházela v severovýchodním Afghánistánu a v jižních částech Uzbekistánu a Tádžikistánu. Baktrie byla vymezena pohořím Hindukúš na jihu a na jihovýchodě a horstvy Hissár a Pamír na severu a severovýchodě. Nacházela se na dolním toku řeky Óxu (mod. Amudarji na území Afghánistánu). Pouze západní hranice je nezřetelná, ležela kdesi ve stepích středního toku Amudarji.
K Baktrii přiléhala ze severu provincie Sogdiana (na území Uzbekistánu a Kazachstánu), provincie Margiana ze severozápadu (na území Turkmenistánu) a provincie Árie (Areia) z jihozápadu (na území západního Afghánistánu). Na jihovýchodě sousedila s oblastí Paropamisadai (Paropamisos u řeky s dřívějším názvem Kófén), která patřila indickému panovníku.

### Sogdiana (Sogd)
Provincie Sogdiana, ležící v Uzbekistánu a Kazachstánu, byla ohraničena ze západu a východu řekami Óxos (mod. Amudarja) a Jaxartés (mod. Syrdarja). Tok řeky Syrdarji se utváří ze dvou řek Naryn a Karadarja pramenících v pohoří Ťan Šanu v Kyrgyzstánu, jejichž soutok je v nejúrodnějším údolí Sogdiany, Ferghana (na území Uzbekistánu, vklíněné mezi územím Kyrgyzstánu a Tádžikisánu). V oblasti oáz mezi řekami Óxos a Jaxartés se nacházela starověká obchodní města Marakanda (mod. Samarkand) a Búchara. Tudy procházela hedvábná cesta z Číny přibližně od 2. st. př. n. l. (podle záznamu z doby dynastie Chan, 206 př. n. l.–220 n. l.) a pokračovala dále přes pouště Střední Asie až na středozemní pobřeží Malé Asie (památkou na tu dobu je archeology objevený systém drobných opevnění, spojující a chránící dálkové cesty a průchody horskými pásmy v Surchandarijské oblasti jižního Uzbekistánu, kde se nachází opevněné sídlo Šerabádské oázy).
V oblasti východně od Kaspického moře a jižně od Aralského jezera až po řeku Syrdarji, kočovali ve stepích Skythové (Řekové je nazývali Massageti, k ním patřil i kmen Parnů s náčelníkem Arksakem, který založil Parthskou říši). Další oblast stepí v Kazachstánu byla obývána kočovnými nomádskými kmeny Šaků (persky Saků), sídlícími na horním toku řeky Syrdarji v Kazachstánu a okolo jezera Issyk-kul v Kyrgyzstánu (odkud je ve 2. st. př. n. l. začali vytlačovat od východu se pronikající kmeny Jue-č´).

### Margiana
V provincii Margianě, sousedící s Parthií, se nacházelo starověké obchodní město, kterým procházela tzv. velká hedvábná stezka z Číny. Město měnilo názvy podle vládců: Alexandreia, Antiocheia Margiané, Merv a dnešní Mary v Turkmenii. Za vlády parthského krále Mithridata I. v letech 171–138 př. n. l. řecko-baktrijské království přišlo o území Margiany. Parthská říše poté bohatla z obchodu se zbožím z Indie a Číny hedvábnou stezkou přes Perský záliv a Mezopotámií až do velkých překladišť na půdě římské říše.
A za vlády parthského krále Mithridata II. (124–87 př. n. l.) opuštěné území řecko-baktrijského království v důsledku nájezdů Šaků patřilo Parthům. Šaky usídlil v jižním Afghánistánu.

### Árie (Areia)
V úrodné zemědělské oblasti Árie bývalo starověké město Artakoana, vedle kterého poblíž Alexandr Makedonský postavil opevněné město Alexandrie Areia (pozdější Areión, mod. Herát).
Od dob Alexandrova tažení, v řecko-baktrijském království žilo smíšené, zčásti helenizované obyvatelstvo, jeho významnou složku tvořilo iónští Řekové (odtud označení Řeků prákrtským termínem Jóna a sanskrtsky Javana v indických písemnostech).